# Пралиев, Серик Жайлауович
Серик Жайлауович Пралиев (12 января 1952 — 5 ноября 2022) — казахстанский учёный, ректор Казахского национального педагогического университета имени Абая (2008—2017).

## Биография
Родился 12 января 1952 года в селе Куйбышево, Тюлькубасский район, Южно-Казахстанская область. Происходит из рода Шымыр племени дулат.
Окончил Казахский государственный университет им. С. М. Кирова (1976), химический факультет.
Трудовая деятельность:
- 1976—1985 — младший научный сотрудник, старший лаборант, инженер Института химических наук Академии наук Казахской ССР;
- 1985—1995 — старший инспектор, заместитель начальника управления, помощник министра, начальник отдела, начальник главного управления Министерства образования Республики Казахстан;
- 1995 — заведующий сектором протокольной службы отдела внешних связей Аппарата Кабинета Министров Республики Казахстан;
- 1995—1996 — заместитель председателя Государственного комитета Республики Казахстан по сотрудничеству со странами СНГ;
- 1997 — заместитель директора департамента высшего и среднего специального образования Министерства образования и культуры Республики Казахстан;
- 1997—1999 — заместитель начальника, начальник управления высшего и среднего специального образования Министерства образования, культуры и здравоохранения Республики Казахстан;
- 4.06.1999 — 10.06.2003 — ректор Казахского государственного женского педагогического института;
- 11.06.2003 — 28.10.2007 — президент Международного казахско-турецкого университета им. Х. А. Яссави;
- 28.10.2007 — 21.04.2008 — ответственный секретарь Министерства образования и науки Республики Казахстан;
- 21.04.2008 — 06.2017 — ректор Казахского национального педагогического университета имени Абая.

Освобождён от должности ректора в связи с достижением пенсионного возраста.
Кандидат химических наук. Доктор педагогических наук, тема диссертации: «Научно-педагогические основы профессиональной адаптации молодых специалистов в системе вуз-общеобразовательная школа» (2002). Почётный академик Национальной академии наук Республики Казахстан.
Депутат Южно-Казахстанского областного маслихата (2003—2007) и маслихата Алматы 5-го созыва от избирательного округа № 30 (Медеуский район) (2012).
Отличник образования Республики Казахстан. Награждён орденом «Курмет» (2005), государственными медалями, Золотой медалью имени А. Байтурсынова, Серебряной медалью имени лауреата Нобелевской премии П. Л. Капицы, нагрудным знаком «За заслуги в развитии науки Республики Казахстан».
Автор более 200 научных трудов, 6 научных открытий.
Скончался 5 ноября 2022 года.

### Семья
Жена: Суюбаева София Аргыновна. Дети: сыновья — Жомарт (1978), Галым (1980), Болат (1987).